# Louis Marie Narbonne Lara
Louis Marie Jacques Almaric de Narbonne-Lara, meglio conosciuto come Louis Marie Narbonne Lara (Colorno, 23 agosto 1755 – Torgau, 17 novembre 1813), è stato un generale e diplomatico francese.
Il suo nome compare sulla 11ª colonna dell'elenco dei nomi incisi sotto l'Arco di Trionfo di Parigi. Si tratta di un elenco di 660 militari che si distinsero nell'esercito durante la rivoluzione francese e il primo impero di Francia.
Morì di febbre tifoide il 17 novembre 1813 a Torgau in Sassonia mentre difendeva la città dall'assedio delle forze prussiane.